# 戈龙
戈龙（法語：Gorron，法語發音：[ɡɔʁɔ̃]），法国西北部城市，卢瓦尔河地区大区马耶讷省的一个市镇，隶属于马耶讷区，其市镇面积为14.32平方公里，2022年1月1日时人口数量为2,475人，在法国城市中排名第4,285位。
戈龙位于马耶讷省西北部，北侧与奥恩省接壤，是一个区域性的中心城市，历史上因木鞋生产而闻名。

## 地名来源
“戈龙”一名最初于公元12世纪以“Gorran”的形式被记载，其中“Gor”词首意为“河流中的水坝”。

## 历史

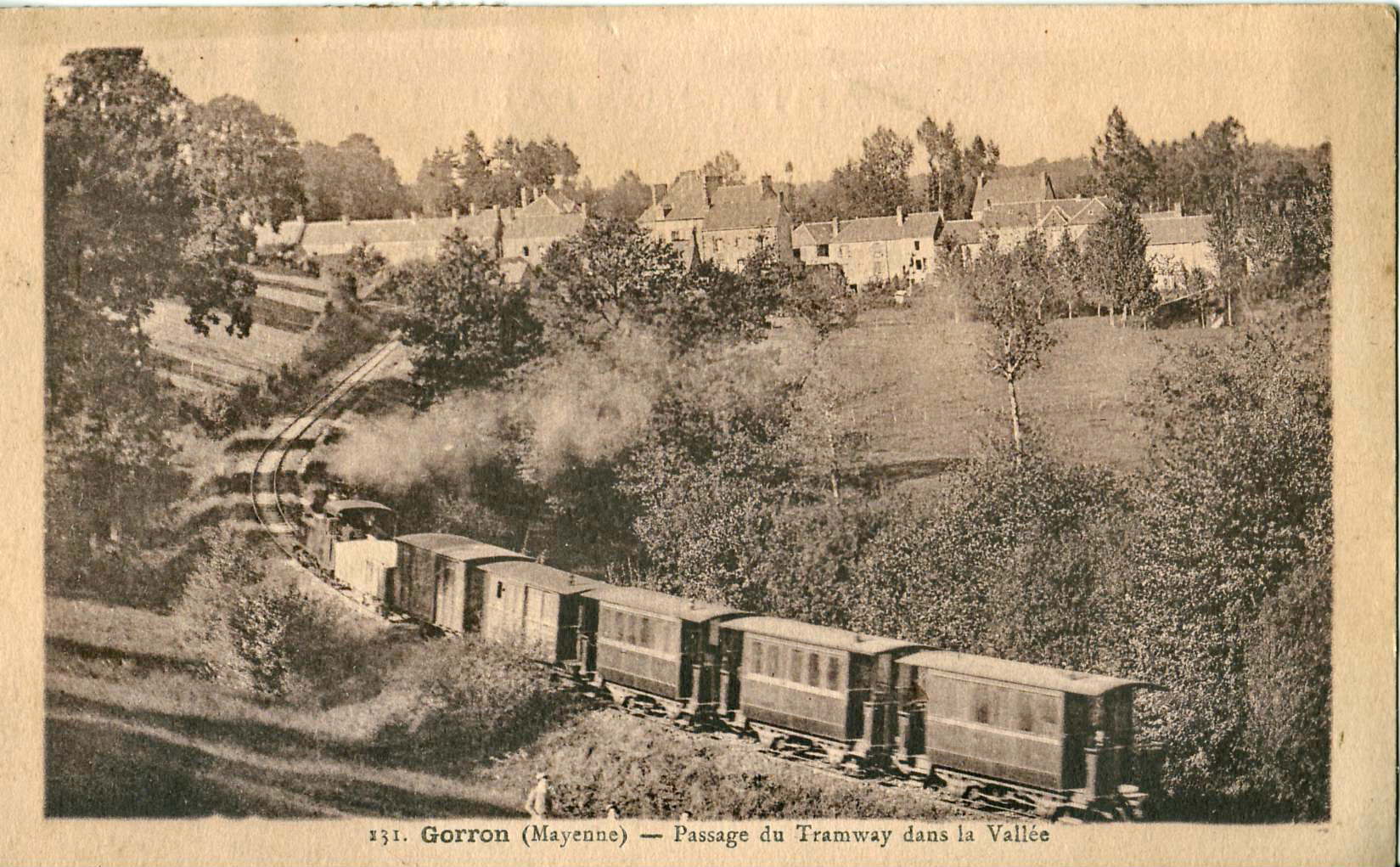
20世纪30年代，途径戈龙的货运列车

戈龙历史上长期为一处普通村落，因地处曼恩与诺曼底交界处而成为重要的军事战略要地。11世纪时被诺曼底公爵威廉一世攻占，12世纪成为金雀花王朝的领土。中世纪末期，戈龙因当地的木鞋手工业生产而得到发展。宗教战争期间，天主教徒和新教徒在此发生斗争。法国大革命后，戈龙成为马耶讷省的一个市镇。布列塔尼保皇派（Chouans）曾在法国大革命后期曾活跃于戈龙及附近区域。工业革命期间，一条地方铁路曾连接此地和马耶讷，二战后，该铁路被废弃。

## 地理
戈龙位于法国西北部，卢瓦尔河地区大区北部和马耶讷省西北部，距离省会拉瓦勒大约48公里。与戈龙接壤的市镇包括：莱布瓦、布勒塞、科隆比耶迪普莱西、库埃姆-沃塞、埃尔塞、圣欧班福斯卢万、帕赛维拉日。

### 地形
戈龙位于诺曼底丘陵西南部延伸地区，境内以浅丘和平原为主，市中心地势平坦，全境海拔在147到208米之间。

### 水文
科尔蒙河自西北向东南流经镇中心，该河是马耶讷河的一条支流，属于卢瓦尔河水系。

### 植被
戈龙属于温带落叶林区，林地主要分布于河流两岸及一些坡地。
在鲜花城市的评比中，戈龙被评为1星级鲜花城市。

### 气候
戈龙在柯本气候分类法中属于温带海洋性气候。

## 行政区划

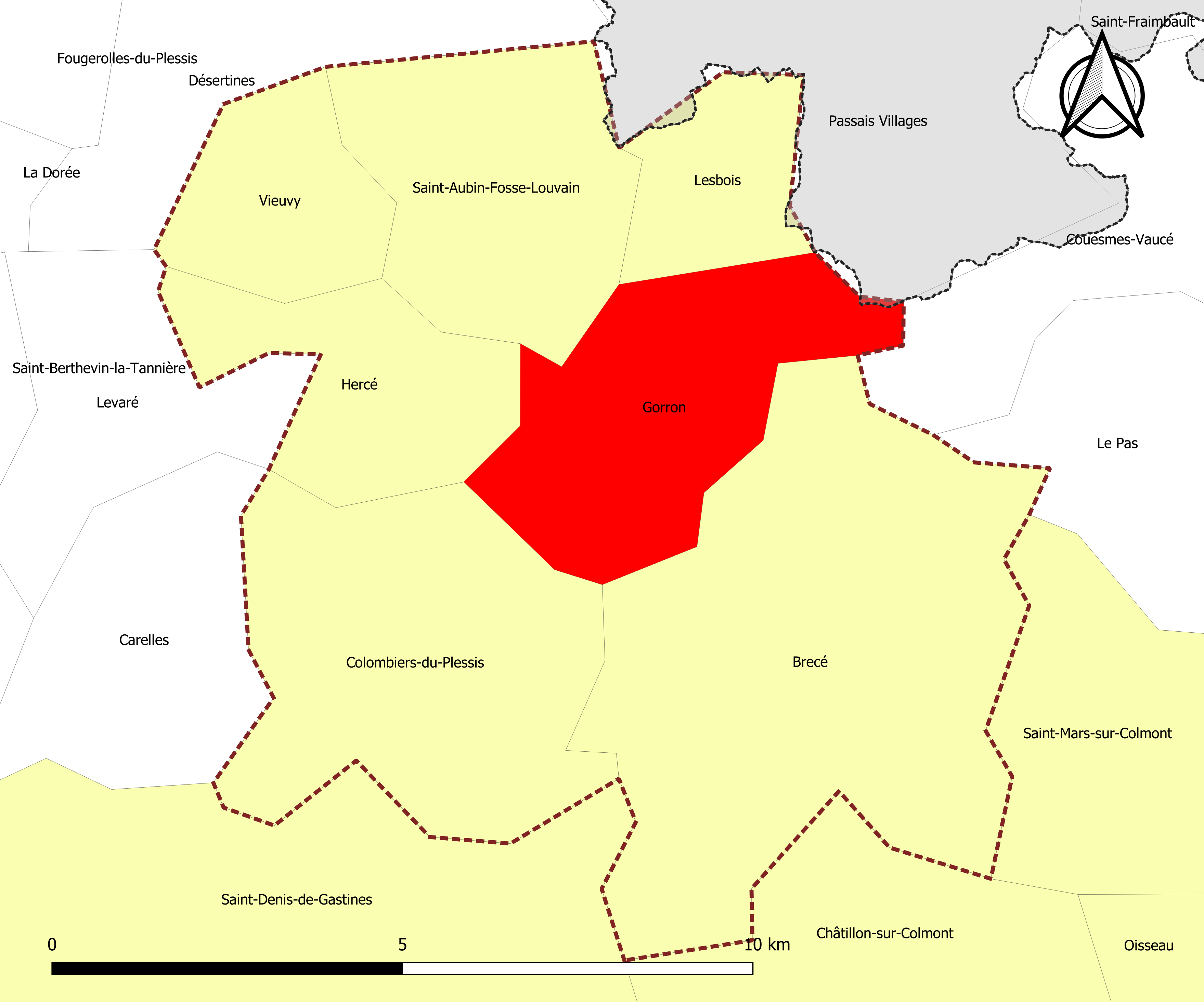
戈龙城市辐射区范围

戈龙是法国卢瓦尔河地区大区马耶讷省的一个市镇，编号为53107。戈龙隶属于马耶讷区和马耶讷省第三选区，管理戈龙县，同时也是马耶讷博卡日市镇公共社区的办公驻地。
法国国家统计与经济研究所（简称）在进行数据统计时，将戈龙单独设为戈龙城市核心区和戈龙城市区。自2020年起，戈龙城市区被包含7个市镇的戈龙城市辐射区代替。同时，还将戈龙市镇整体看作一个“块区”（IRIS）。

## 交通

### 公路
多条马耶讷省省道在戈龙境内交汇，卢瓦尔河地区大区下属的城际客运提供巴士线路，可前往周边部分市镇。
2017年，68.5%的戈龙家庭拥有至少一辆的私人汽车。2019年，戈龙境内共发生各类交通事故1起，造成1人受伤。

### 铁路
距离戈龙最近的运营中的客运铁路车站为拉瓦勒站，距离戈龙市区大约49公里。

### 航空
距离戈龙最近的民用航空站为雷恩机场，距离戈龙市中心的公路里程约92公里。

### 城市公共交通
戈龙暂无城市公共交通系统。

## 政治

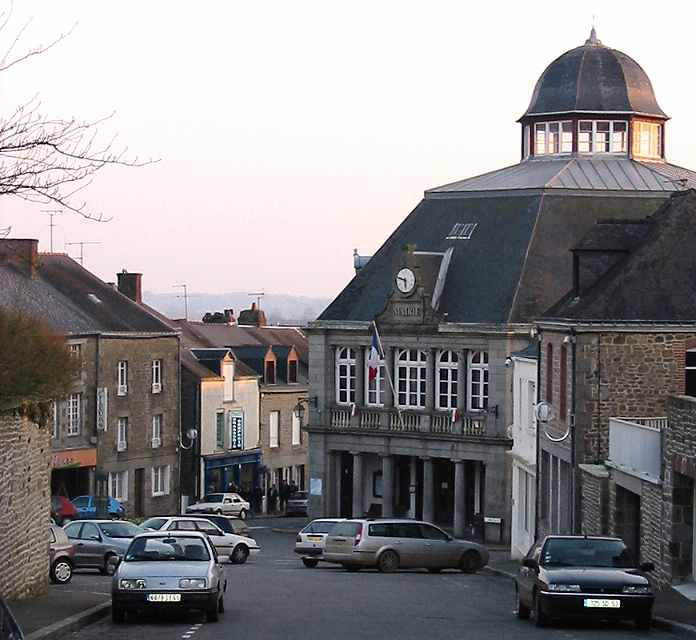
戈龙市政厅

戈龙的现任市长为让-马克·阿兰先生（Jean-Marc Allain），他是一名右翼无党派人士，在2020年的市政选举中获得了80.43%的支持率。
在2017年的法国总统大选中，法国第25任总统埃马纽埃尔·马克龙在戈龙获得了71.59%的支持率。

## 人口
2018年，戈龙市镇人口数量为2,549，在法国排名第4,285位。其中男性1,212人，女性1,348人，75岁及以上人口占19.1%，外籍人口数量为496人，人口密度为178人/平方公里，当地居民被称为（男性）或（女性）。2019年，戈龙境内出生15人，死亡人口72人。
| 年份   | 1936  | 1946  | 1954  | 1962  | 1968  | 1975  | 1982  | 1990  | 1999  | 2006  | 2007  | 2012  | 2018  |
| ------ | ----- | ----- | ----- | ----- | ----- | ----- | ----- | ----- | ----- | ----- | ----- | ----- | ----- |
| 人口數 | 2,232 | 2,321 | 2,207 | 2,321 | 2,400 | 2,511 | 2,825 | 2,837 | 2,894 | 2,759 | 2,744 | 2,702 | 2,549 |

## 经济
戈龙是一个区域性的中心城市，当地共有各类用人单位392家，平均历史为21年，其中98.58%为中小型企业（PME）。（零售）、（屋顶施工）及（肉制品加工）是当地2019年营业额最高的三个企业，分别为24,206,701欧元、14,333,610欧元和6,984,594欧元。

## 财政收入
2019年，戈龙的财政收入总额为3,026,480欧元，财政支出总额为2,546,770欧元，当年的债务总额为3,305,580欧元。2020年，戈龙共获得560,210欧元的国家财政补助，比上一年增加了0.03%。
2017年，戈龙的人均月收入总额为1,724欧元，其中高级职员为3,505欧元，低于法国平均水平（4,214欧元）；中级职员为2,073欧元，低于法国平均水平（2,353欧元）；普通职员为1,559欧元，亦低于法国平均水平（1,690欧元）。
2017年，戈龙境内的青壮年（15至64岁）失业率为13.3%，当地44.6%的家庭拥有纳税资格，平均纳税1,145欧元，低于法国平均水平（3,888欧元）。

## 社会事务

### 教育
戈龙属于南特学区。截止2019年1月1日，戈龙境内共有1所幼儿园、2所小学和2所初级中学。2018至2019学年度，戈龙境内共有在校中等教育阶段学生317名。

### 医疗
截止2019年1月1日，戈龙境内共有全科医生4名、牙医1名和护士6名。境内共有药房1家、养老院1家、残疾人帮扶中心3家。
戈龙是“北部马耶讷省中心医院”（Centre Hospitalier du Nord-Mayenne）的服务范围，后者是法国的一个区域性医疗机构，其主病区位于马耶讷，距离戈龙市区大约23.5公里，该院设有床位446个，是当地规模最大的公立综合性医院。

### 住房
2017年，戈龙境内共有各类住房1,504套，其中86.4%为独立式居民区，13.4%为集中式居民区。常住房屋占戈龙市镇范围内居民建筑总量的81.6%。
在住房保障政策方面，2017年，戈龙境内共有254户家庭获得了住房经济补助，受益人数占总人口数量的9.9%，其中247份为房租补助。

### 商业
2019年，戈龙境内共有各类实体商铺87家，其中餐厅9家、大型超市2家、面包房4家、肉铺3家、书店1家、银行门店5家、美容美发店5家、汽车维修店5家。市区东南部建有一家Super U超市。

### 体育
2019年，戈龙境内共有1家游泳池、1间体育馆、1座综合体育场、4处网球场、1处足球或橄榄球场以及1处篮球或排球场。
截至2021年4月，戈龙境内共有三家注册足球俱乐部，其中戈龙足球俱乐部（Gorron Football Club）于2020至2021赛季参加卢瓦尔河地区大区足球联赛。

### 环境
戈龙的环境事务由其所属的公共社区负责。2019年，戈龙境内暂无污染企业。

### 治安
2019年，戈龙市镇范围内有1处宪兵队。
2014年，戈龙及附近地区共发生各类案件2,150起，其中盗窃类案件1,247起，经济类案件287起，毒品交易类案件184起。

## 文化
2019年，戈龙境内有1家电影院。戈龙市政府提供多媒体中心，向公众全年开放。

### 建筑

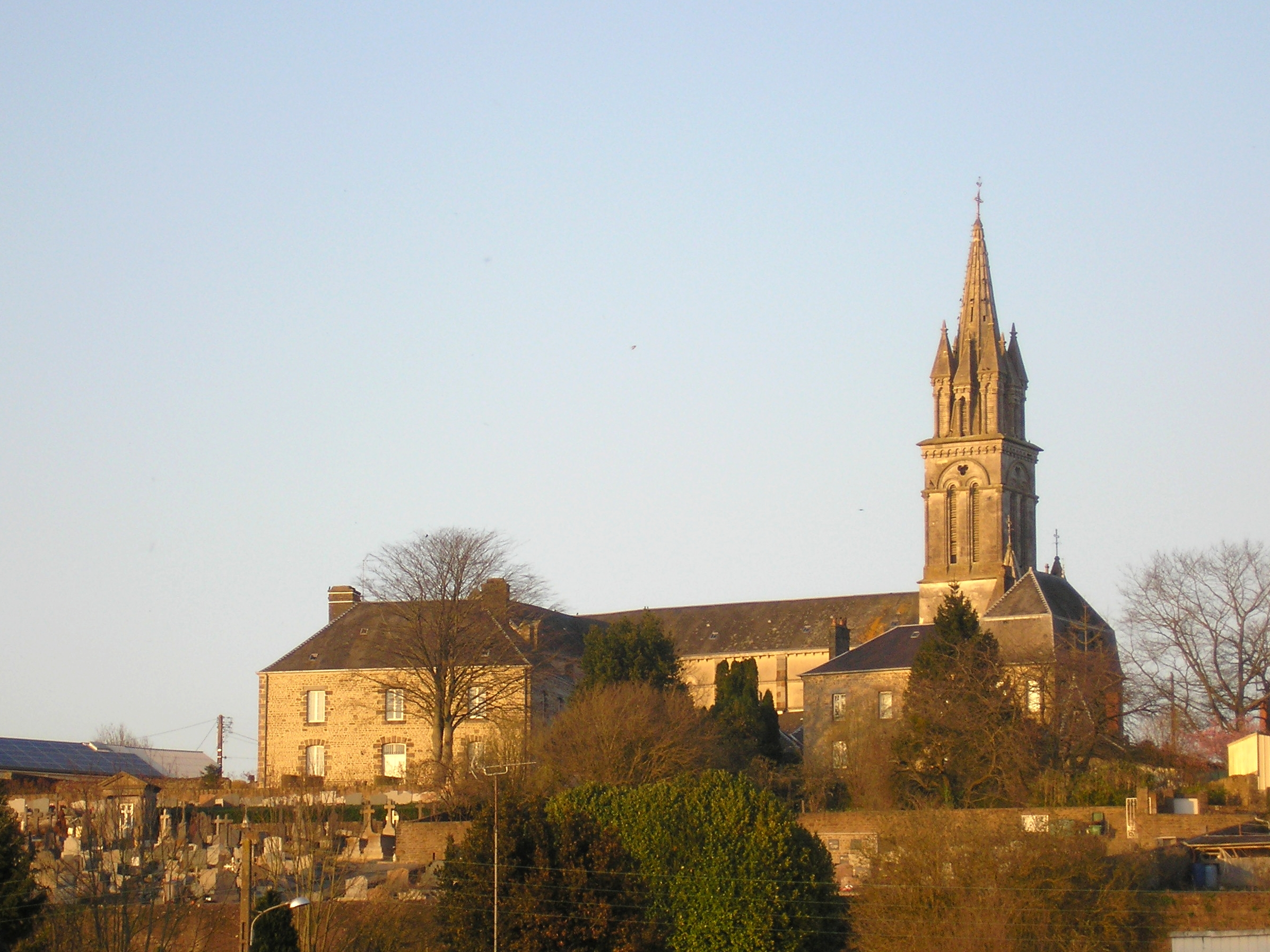
戈龙圣母教堂

戈龙圣马丁教堂（Église Saint-Martin de Gorron）是当地的代表性建筑物。

### 旅游
戈龙的旅游事务由其所属的公共社区负责。2020年，戈龙境内共有2家宾馆共计15间房间。

### 媒体
法国主要的媒体均可在戈龙接收，法国电视三台下属的卢瓦尔河地区大区频道在部分时段播出戈龙所属区域的地方新闻。

## 友好城市
截至2021年4月，戈龙共与两座城市互为友好城市关系：
- 德国 施韦克海姆
- 英格兰 Hayling Island